# 20N

Bandera d'Espanya durant el Franquisme. Aquesta bandera va ser oficial fins al 1977 i s'utilitza força a les commemoracions del 20N.

Bandera de Falange Española, partit polític fundat per José Antonio Primo de Rivera i que sol exhibir-se a les commemoracions del 20N.

20N o 20-N és el nom que rep a Espanya el dia 20 de novembre en el context de la commemoració de l'aniversari de les defuncions de José Antonio Primo de Rivera i Francisco Franco (el 1936 i el 1975 respectivament) duta a terme per sectors propers o simpatitzants del franquisme. La commemoració pròpiament dita es desenvolupa en dies propers a l'aniversari, generalment durant el cap de setmana anterior o posterior.

## El 20N durant el franquisme (1936-1975)
El 20 de novembre de 1936, en els inicis de la Guerra Civil espanyola, va ser afusellat a Alacant José Antonio Primo de Rivera, fundador de Falange Española. Posteriorment, la propaganda del franquisme va fer de Primo de Rivera, al qual en aquella època s'anomenava simplement José Antonio, un màrtir precursor de la seva causa. No obstant això, mai es va utilitzar la denominació 20N per a la commemoració de la mort de José Antonio.

## La mort de Franco i els primers 20N
El 20 de novembre de 1975 és la data oficial de la mort de Francisco Franco. Segons alguns rumors, se'l va mantenir artificialment amb vida i se li va retirar el suport vital la matinada d'aquesta data, precisament per fer-la coincidir amb l'aniversari de la defunció de Primo de Rivera. Ricardo de la Cierva va afirmar que li havien confirmat que Franco va morir el 19 de novembre, i que la data del 20 de novembre es va donar per raons polítiques. La majoria d'historiadors, però, donen la data del 20 de novembre com a vàlida.
Sigui com sigui, la coincidència en la data va fer que el 20 de novembre es convertís en la diada escollida pels nostàlgics del règim franquista per manifestar-se, aprofitant les commemoracions de tots dos aniversaris.
En el primer aniversari, el 20 de novembre de 1976, es va oficiar un funeral oficial al Valle de los Caídos, presidit pels reis d'Espanya, Joan Carles I i Sofia de Grècia, al qual van assistir membres del Govern, altes jerarquies de les diferents institucions civils i militars i de la Secretaria General del Movimiento i un miler de caps i oficials dels tres Exèrcits. Durant el funeral es van retre honors militars.
Aquell mateix dia es va celebrar al mateix lloc un altre funeral convocat per la Fundació Nacional Francisco Franco que va reunir desenes de milers d'assistents, uns cinquanta mil segons els convocants.
A la resta del país es van celebrar nombrosos actes organitzats per les autoritats o sectors falangistes, principalment funerals i misses tot i que, almenys a Bilbao i a Barcelona, va haver-hi petites manifestacions a la sortida dels actes religiosos.
Ben aviat, les commemoracions van anar perdent el caràcter oficial i es van convertir en la diada en què els nostàlgics del règim franquista, falangistes i altres grups d'extrema dreta expressaven la seva oposició a la naixent democràcia. A partir del cop d'estat fallit del 23 de febrer de 1981, conegut com 23F, les manifestacions del 20N van començar a servir per manifestar el suport d'aquests grups als colpistes empresonats.

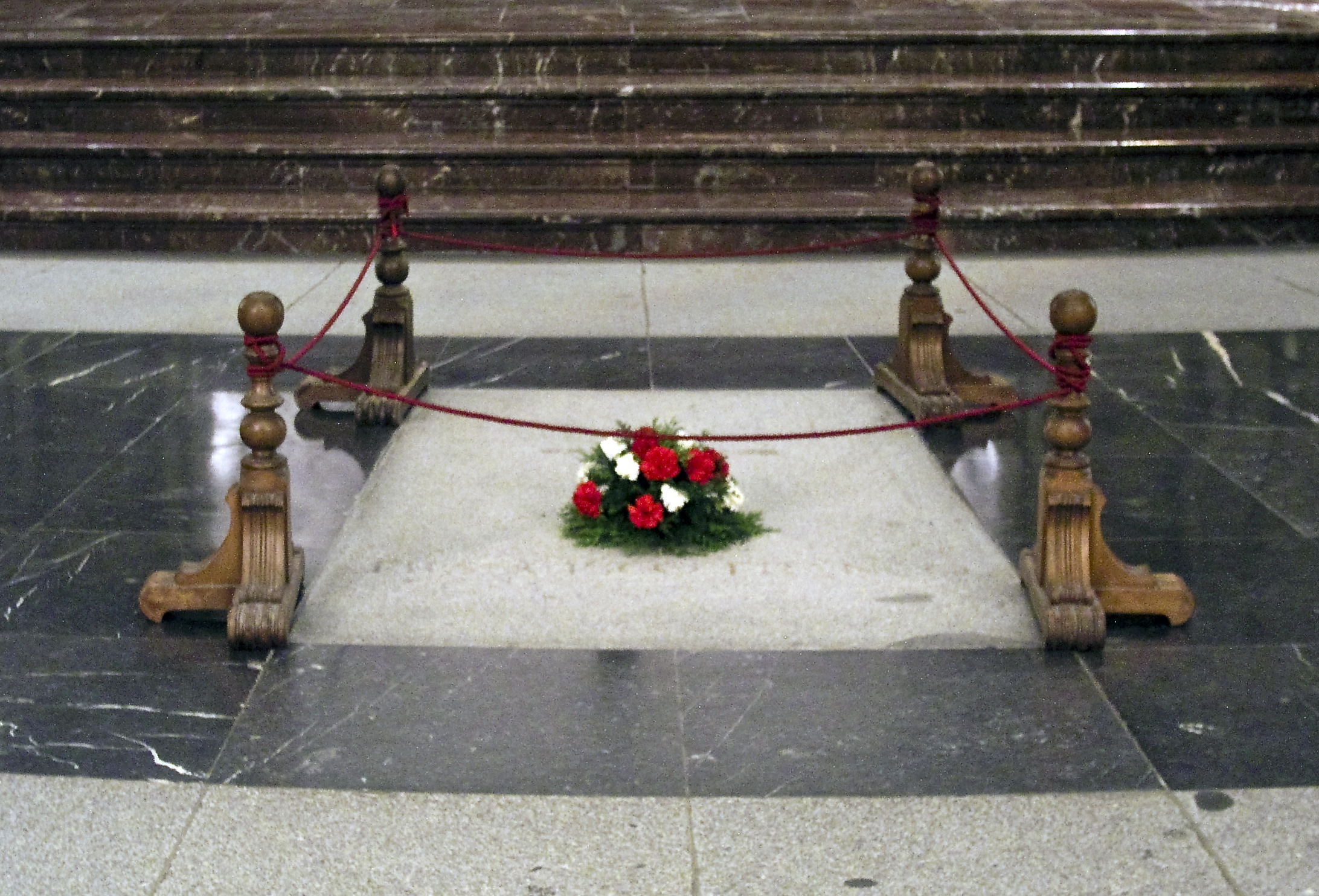
Antiga tomba de Francisco Franco al Valle de los Caídos. Aquest indret va ser el centre de les commemoracions dels nostàlgics del franquisme fins a l'exhumació del cos i el trasllat a una altra localitat.

Des de 1976 la Confederación Nacional de Excombatientes ha convocat concentracions commemoratives de les defuncions de Franco i José Antonio a la Plaza de Oriente de Madrid el diumenge més proper al 20 de novembre, excepte entre 1984 i 1992 en què, en no ser autoritzades en aquesta plaça, van ser convocades a la plaça de San Juan de la Cruz, enfront de l'estàtua eqüestre de Francisco Franco.
Els primers anys, les manifestacions i commemoracions van congregar assistències importants. El 1986 la manifestació celebrada a Madrid el 23 de novembre va congregar al voltant de 100.000 assistents.

## Evolució del 20N
A partir dels anys 80 del segle xx, i coincidint amb la desaparició del partit Fuerza Nueva, les commemoracions del 20N aviat van quedar reduïdes a grups molt minoritaris lligats a l'extrema dreta espanyolista.
Com a reacció a les manifestacions i actes de signe ultradretà, van començar a convocar-se, la mateixa data del 20 de novembre, contramanifestaciones i altres actes per part de grups d'extrema esquerra. L'acte central sol ser una manifestació a Madrid que conclou davant la Facultat de Dret de la UCM, a la Ciudad Universitaria de Madrid, on van rivalitzar durant els darrers anys de la dictadura franquista i la Transició Espanyola estudiants del SEU amb altres de l'extrema esquerra.
En els primers anys del segle xxi es van produir aldarulls i moments de tensió amb l'enfrontament entre grups de signe polític oposat. Una commemoració especialment tibant va ser la de l'any 2007, a causa de l'assassinat, pocs dies abans, de Carlos Javier Palomino. Palomino, menor d'edat i membre d'un grup antifeixista, assistia a una contramanifestación d'una manifestació contra la immigració convocada pel grup ultradretà i xenòfob Democracia Nacional, quan va ser apunyalat a l'estació de Legazpi, a Madrid, per Josué Estábanez, un soldat professional d'ideologia neonazi que assistia a la manifestació del partit ultradretà. La sentència reconeix que l'assassinat va ser per motius ideològics.
Aquell mateix any 2007, un dels actes centrals de les commemoracions del 20N convocat per la Confederación Nacional de Excombatientes, del sector franquista més ortodox, va aplegar menys de cinc-centes persones a la Plaza de Oriente de Madrid.

## Les commemoracions al Valle de los Caídos
Un indret important en el conjunt d'actes que se celebren el 20N havia estat el Valle de los Caídos, atès que hi està enterrat Primo de Rivera. La Fundació Nacional Francisco Franco convocava cada any una missa funeral per Franco i José Antonio. Falange Española de las JONS també hi anava per realitzar un homenatge a la tomba de José Antonio, però mai a la de Franco; mentre que els falangistes de Falange Auténtica realitzaven el seu homenatge a Alacant on va ser afusellat José Antonio, evitant coincidir amb els franquistes que anaven al Valle de los Caídos.
Amb l'entrada en vigor de la Llei de Memòria Històrica, al Valle de los Caídos no es poden celebrar actes que enalteixin la dictadura franquista, per la qual cosa el lloc ha deixat de ser el centre de les commemoracions. El 20 de novembre de 2008 només setanta persones van anar a la missa funeral al Valle de los Caídos. A l'accés, per assegurar el compliment de la Llei de Memòria Històrica, un ample desplegament policial va impedir introduir al recinte símbols polítics. El dissabte següent, 22 de novembre, amb prou feines dues-centes persones van participar en una marxa commemorativa.
Finalment, per decisió de l'abat del monestir del Valle de los Caídos, el funeral en memòria de Franco i José Antonio va ser substituït, a partir de 2009, per unes exèquies pels caiguts en tots dos bàndols durant la Guerra Civil, les quals se celebren el 3 de novembre; mentre que la «memòria litúrgica» dels aniversaris de Franco i José Antonio, s'efectua durant la missa conventual del dia 20 de novembre.

## Altres morts
El 20 de novembre és també l'aniversari de l'assassinat dels polítics nacionalistes bascos Santiago Brouard, assassinat el 1984, i Josu Muguruza, assassinat el 1989. En tots dos casos es creu que la data del crim va ser triada simbòlicament per fer-la coincidir amb el 20N. El de Brouard va ser obra del GAL, però en el cas de Muguruza no es va poder demostrar aquesta connexió.

## El 20N al cinema i a la literatura
- El llibre Alcalá 20-N basa el títol en aquest significat.
- La pel·lícula 20 N, los últimos días de Franco (Espanya, 2008) narra aquests esdeveniments.